# Daniel Grossmann

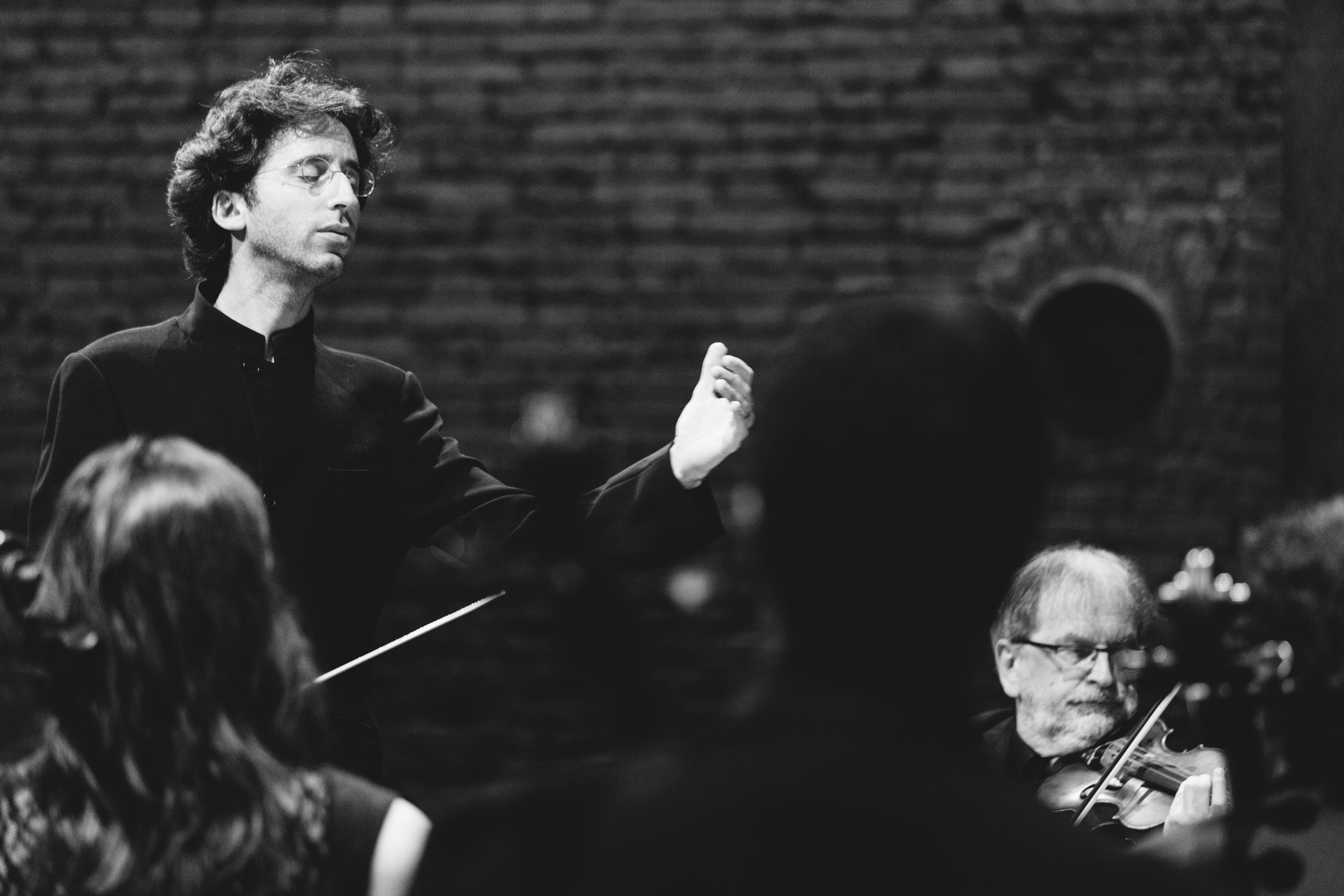
Daniel Grossmann dirigiert Jeftah am 15. Juni 2016 in der Allerheiligen-Hofkirche München.

Daniel Grossmann (geboren 1978 in München) ist ein deutscher Musiker und Dirigent.

## Leben und Wirken
Daniel Grossmann begann seine Dirigentenausbildung bei Hans-Rudolf Zöbeley in München und studierte dann an der Metropolitan Opera in New York City bei Scott Bergeson sowie an der Franz-Liszt-Musikakademie in Budapest bei Ervin Lukács. Er dirigierte zahlreiche Konzerte im In- und Ausland, unter anderem mit dem Barockensemble Capella Savaria, den Ungarischen Philharmonikern Debrecen, dem Georgischen Kammerorchester Ingolstadt und dem Failoni Kammerorchester der Ungarischen Staatsoper Budapest. Von 2000 bis 2006 war er ständiger Gastdirigent des Jüdischen Sommerfestivals in Budapest.
Grossmann arbeitete mit Solisten wie Tanja Becker-Bender, Ingeborg Danz, Reto Bieri, Adrian Brendel, Kevin Conners, Daniel Hope, Sergei Leiferkus, Igor Oistrach, Christoph Prégardien und Derek Lee Ragin.
2005 gründete Grossmann das Orchester Jakobsplatz München, das sich zur Spielzeit 2018/19 in Jewish Chamber Orchestra Munich (JCOM) umbenannte. Grossmann ist bis heute Dirigent und Künstlerischer Leiter des Orchesters.

## Diskographie/Videographie
Von Daniel Grossmann liegen einige Einspielungen vor: u. a. „Through Roses“ mit Werken von Marc Neikrug und Viktor Ullmann zusammen mit der Camerata Savaria (Enja Records), mit dem Ensemble28 Einspielungen einer Computerrealisation mit Werken von Iannis Xenakis sowie von Beethovens 3. Symphonie (NEOS Music) und verschiedene Aufnahmen mit dem Jewish Chamber Orchestra Munich: eine CD mit Werken von John Cage, sowie eine mit Werken des jüdischen Komponisten Paul Ben-Haim, die Aufnahme des Werkes „Nigunim“ des Komponisten Moritz Gagern (Auftragskomposition des JCOM), eine CD mit Werken von Alexander Zemlinsky gemeinsam mit dem Bariton Thomas E. Bauer und die CD „Fanny und Felix“ mit Aufnahmen von Werken von Fanny Hensel und Felix Mendelssohn gemeinsam mit der israelischen Komponistin Chen Reiss (ONYX Classics).
Zahlreiche Aufnahmen von Daniel Grossmann mit seinem Jewish Chamber Orchestra Munich sind auch als Videos auf dem YouTube-Kanal des Orchesters zu finden.

## Education-Initiativen
Daniel Grossmann möchte in den Aktivitäten des JCOM jüdische Kultur heute für alle erlebbar machen. Aus diesem Grund initiiert er neben den Konzerten für ein erwachsenes Publikum auch immer wieder besondere Projekte für Kinder und Jugendliche:
- 2018–19 begründete er eine „Opernschule“, in der über zwei Jahre hinweg über 120 Kinder, zum Tiel ohne musikalische Vorbildung, die Möglichkeit erhielten, eine Opernproduktion zu erarbeiten. Dieses Projekt wurde von der Kulturstiftung des Bundes im Rahmen des Programms „Exzellente Orchesterlandschaft Deutschland“ gefördert.[9]

- Das Folgeprojekt war 2022 die „ButterbroteBesserEsser Oper“ ein für das JCOM von der Kinderbuchautorin Nadia Budde, dem Komponisten Gustavo Strauss und der Regisseurin Sapir Heller in Zusammenarbeit mit Daniel Grossmann entwickeltes Werk, das im November 2022 im Münchner Volkstheater aufgeführt wurde. Dabei wirkten rund 100 Kinder auf der Bühne und im Orchestergraben mit.[10]

- Ebenfalls 2022 begann Daniel Grossmann die Arbeit an einer eLearning Plattform zum Leben und Musikschaffen im Konzentrationslager Theresienstadt, die 2023 online ging. Die Umsetzung wurde im Rahmen des dive in-Programms der Kulturstiftung des Bundes gefördert (eLearning-Plattform des JCOM).

## Belege
1. ↑  Home | Daniel Grossmann. In: www.danielgrossmann.de. Abgerufen am 13. Dezember 2016.
2. ↑  Orchester Jakobsplatz München: Ein Orchester im Heute. In: www.crescendo.de. Archiviert vom Original (nicht mehr online verfügbar) am 13. Dezember 2016; abgerufen am 13. Dezember 2016.
3. ↑  Bayerischer Rundfunk: Zehnjähriges Jubiläum: Das Orchester Jakobsplatz München | BR-Klassik. (br-klassik.de [abgerufen am 13. Dezember 2016]).
4. ↑  Abendzeitung, Germany: Jewish Chamber Orchestra Munich: Neuer Name für das Orchester Jakobsplatz - Abendzeitung München. (abendzeitung-muenchen.de [abgerufen am 9. Oktober 2018]).
5. ↑  Jewish Chamber Orchestra Munich / JCOM. In: jcom.de. Abgerufen am 9. Oktober 2018.
6. ↑  CD ALEXANDER von ZEMLINSKY: Lieder von Nacht und Traum, Kammerkonzert nach dem Trio Op. 3, THOMAS E. BAUER (Bariton); DANIEL GROSSMANN dirigiert das JEWISH CHAMBER ORCHESTRA MUNICH; JCOM. Abgerufen am 24. Mai 2023.
7. ↑  https://onyxclassics.com/release/fanny-hensel-felix-mendelssohn-bartholdy/. Abgerufen am 24. Mai 2023 (englisch).
8. ↑   (JCOM-TV)
9. ↑  „Exzellente Orchesterlandschaft Deutschland“ - Grütters: Neues Förderprogramm stärkt Vielfalt unseres Musiklebens. 18. September 2017, abgerufen am 24. Mai 2023.
10. ↑  Butterbrote Besseresser Oper. Abgerufen am 24. Mai 2023.

| Personendaten    | Personendaten                  |
| ---------------- | ------------------------------ |
| NAME             | Grossmann, Daniel              |
| KURZBESCHREIBUNG | deutscher Musiker und Dirigent |
| GEBURTSDATUM     | 1978                           |
| GEBURTSORT       | München                        |